# Сеоска школа за филозофију архитектуре у Малом Поповићу
Сеоска школа за филозофију архитектуре у Малом Поповићу (1976 – 1990) је била експериментална школа коју је основао српски архитекта Богдан Богдановић. Била је смештена у селу Мали Поповић на Космају, надомак Београда, у адаптираној сеоској школи. Намена школе је била додатна настава за студенте који су показали интересовање и потенцијал за другачију наставу.
Школа је данас напуштена.

## Галерија
Све фотографије су из октобра 2018. године.
- Двориште школе
- Објекат у дворишту школе, са орнаментом у камену уграђеном у зид
- Бочни зид школе, са зазиданим прозором